# بيير دانسيرو
بيير دانسيرو هو عالم بيئة وعالم نبات وأستاذ جامعي كندي، ولد في 5 أكتوبر 1911 في أترمون في كندا، وتوفي في 28 سبتمبر 2011 في مونتريال في كندا.

## وصلات خارجية
- بيير دانسيرو على موقع الموسوعة البريطانية (الإنجليزية)
- بيير دانسيرو على موقع ميوزك برينز (الإنجليزية)